# Opuntia quimilo
Opuntia quimilo är en kaktusväxtart som beskrevs av Karl Moritz Schumann. Opuntia quimilo ingår i släktet fikonkaktusar, och familjen kaktusväxter. Inga underarter finns listade i Catalogue of Life.

## Bildgalleri

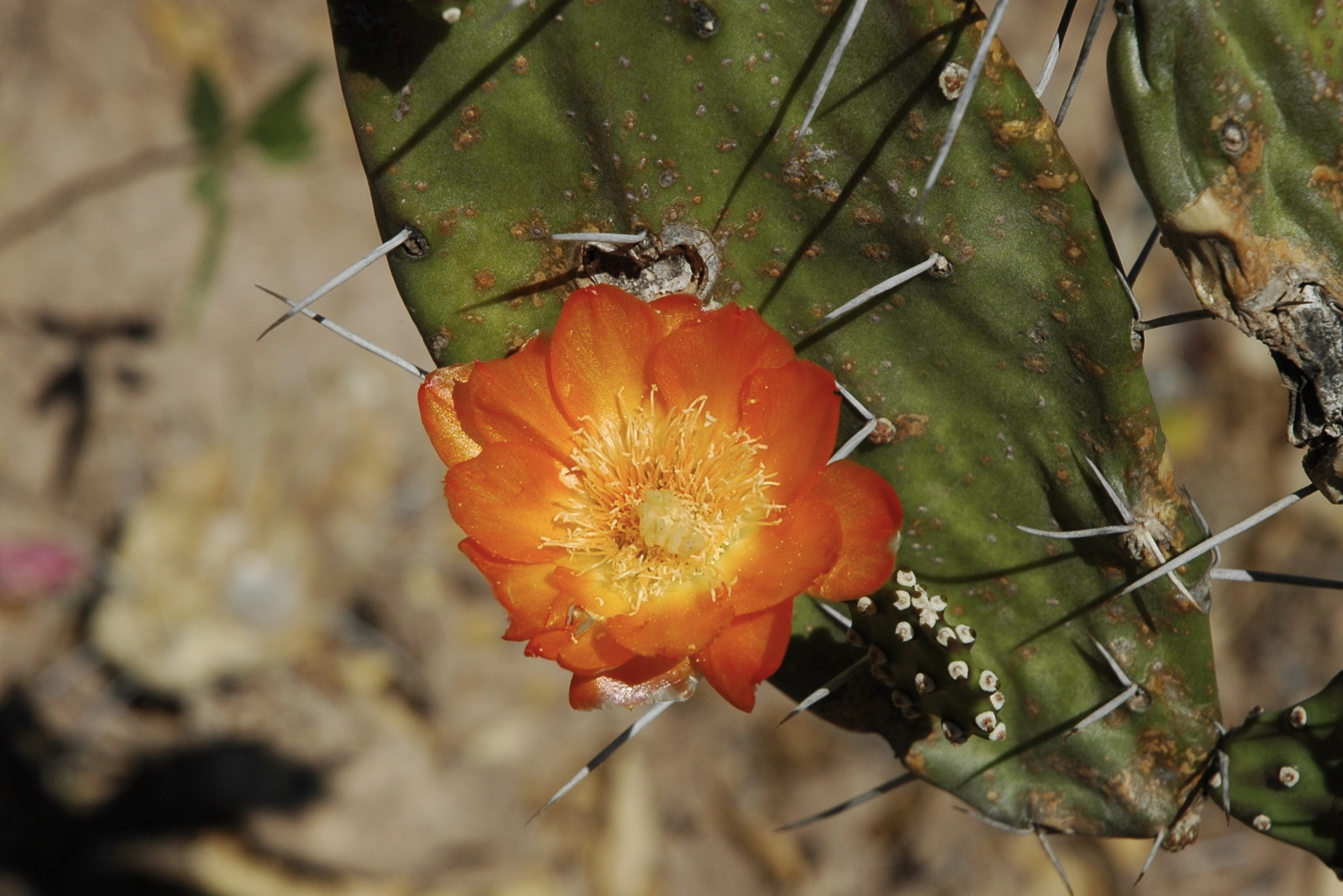
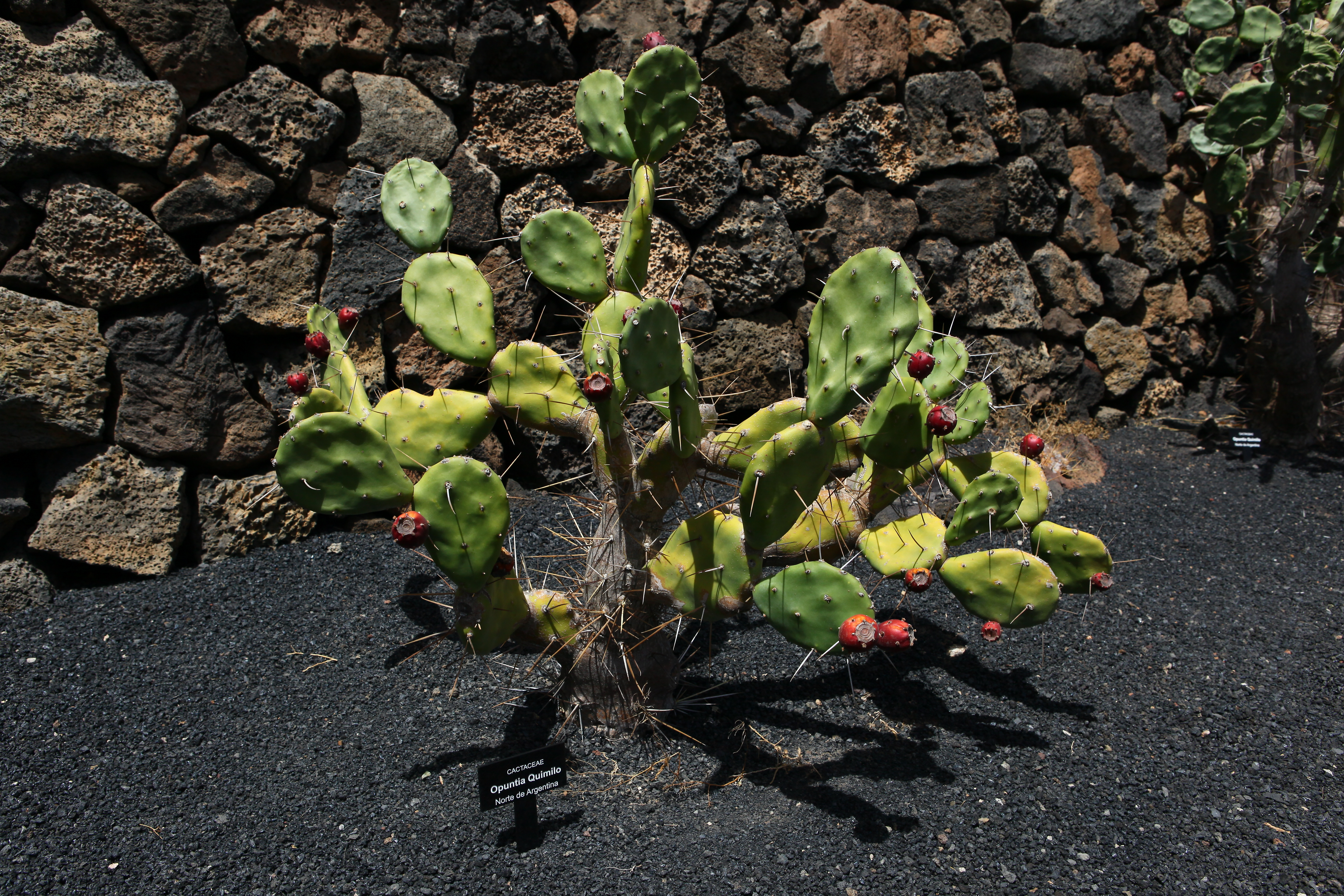
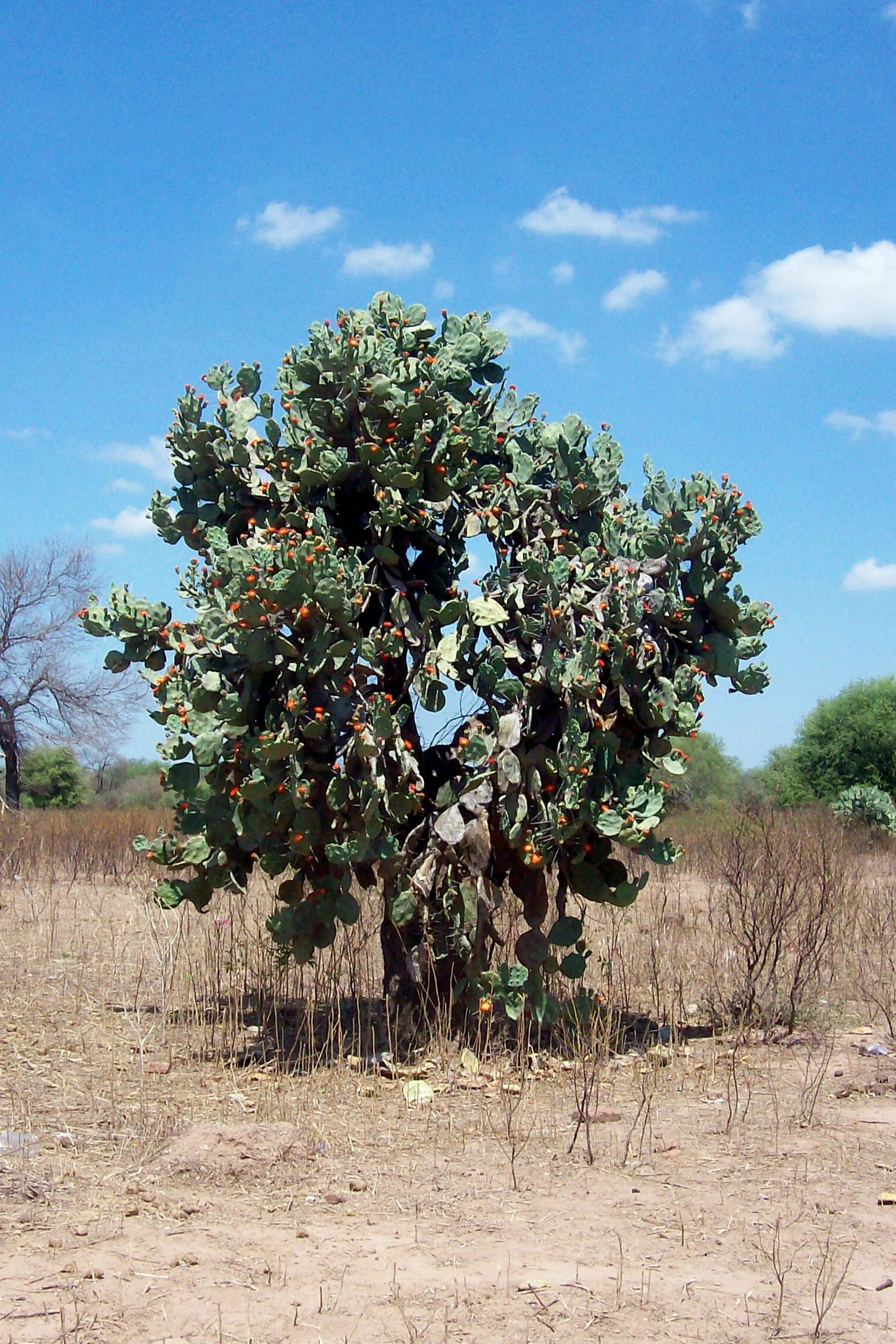
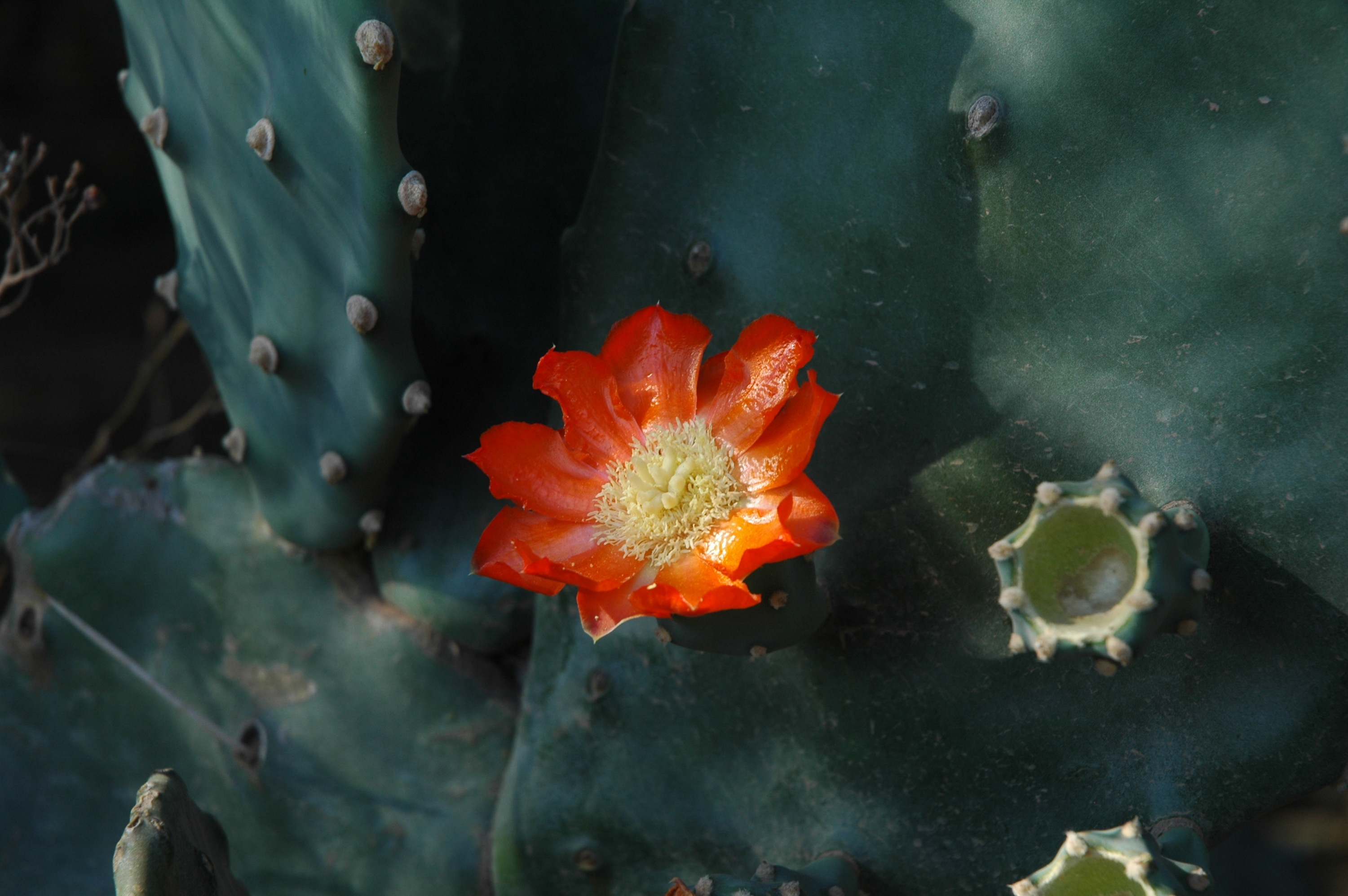